# 大物忌神

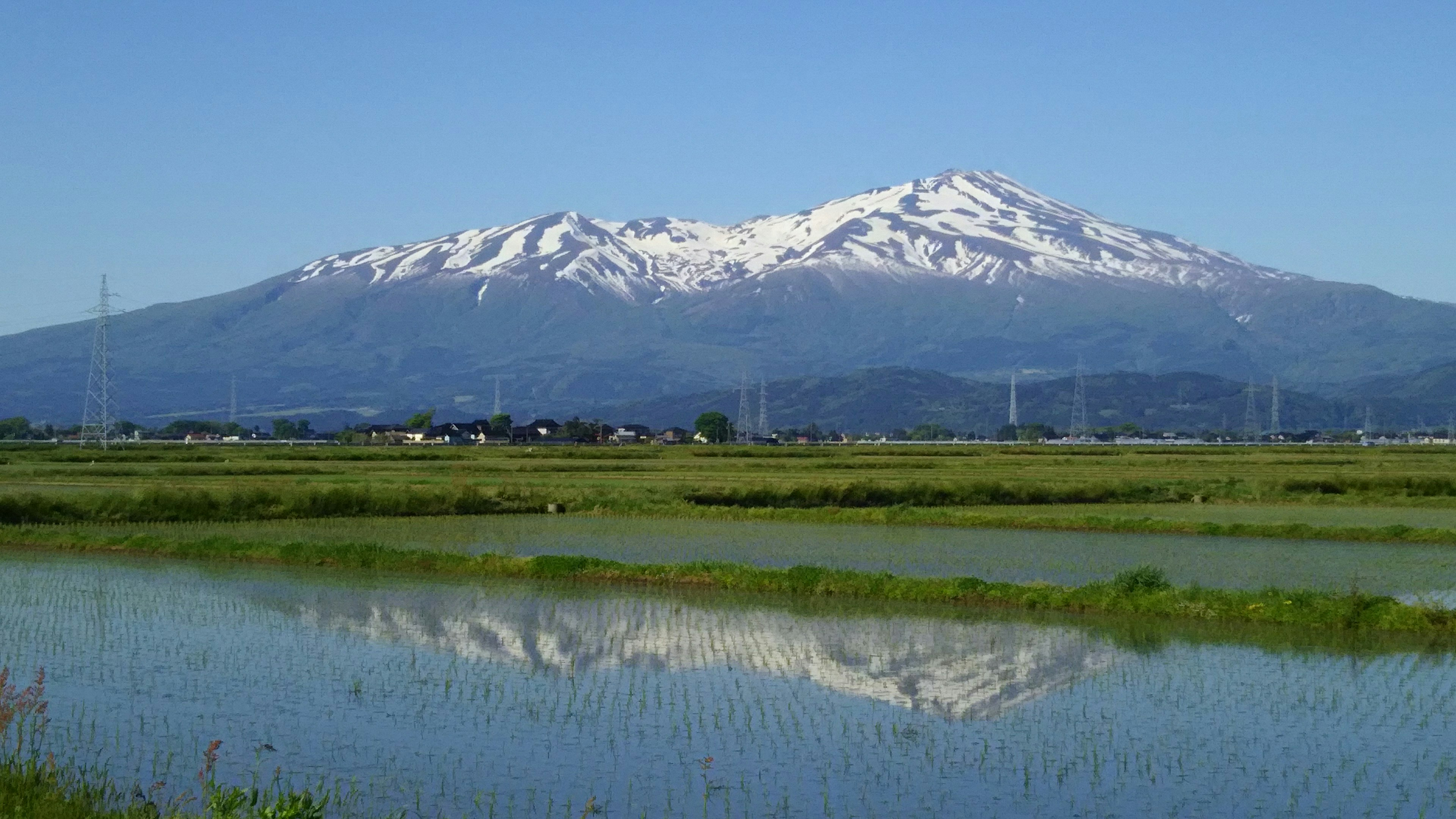
鳥海山

大物忌神（おおものいみのかみ）は、山形県の鳥海山に宿るとされる神である。鳥海山頂の鳥海山大物忌神社をはじめ、東北地方各地に大物忌神を祀る神社がある。

## 概要
鳥海山は古代のヤマト王権の支配圏の北辺にあることから、大物忌神は国家を守る神とされ、また、穢れを清める神ともされた。鳥海山は火山であり、鳥海山の噴火は大物忌神の怒りであると考えられ、噴火のたびにより高い神階が授けられた。
大物忌神は、倉稲魂命・豊受大神・大忌神・広瀬神などと同神とされる。鳥海山大物忌神社の社伝では神宮外宮の豊受大神と同神としている。
鳥海月山両所宮では鳥海山の神として倉稲魂命を祀っている。
手長足長の悪事を見かね霊鳥である三本足の鴉を遣わせ、手長足長が現れるときには「有や」現れないときには「無や」と鳴かせて人々に知らせるようにした。山のふもとの三崎峠が「有耶無耶の関」と呼ばれるのはこれが由来とされる。